# Oggy et les Cafards
Oggy Oggy

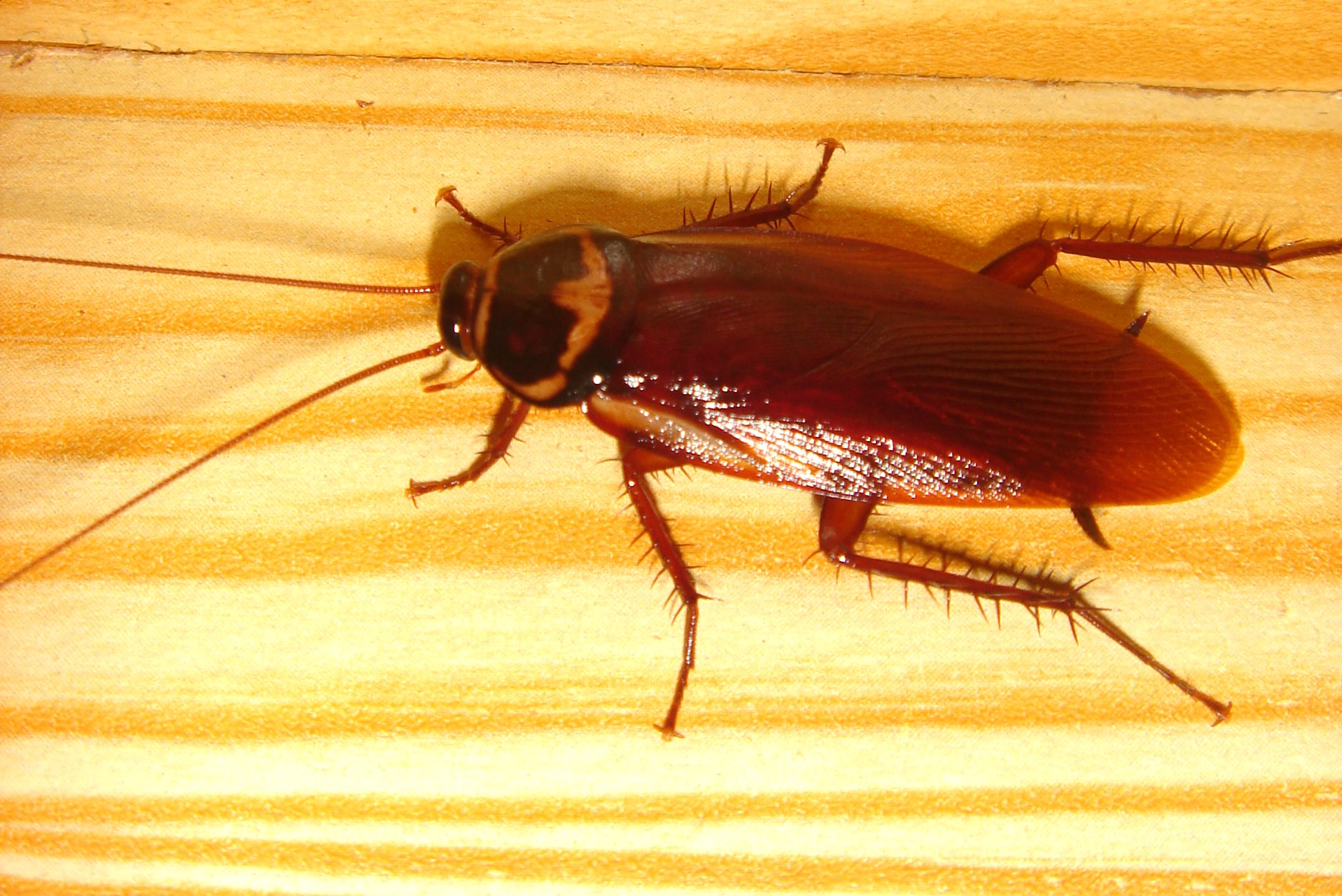
Cafard

Oggy et les Cafards est une série télévisée d'animation française, initialement muet en 579 épisodes de 7 minutes et en 5 épisodes de 15 minutes (579 épisodes) créée par Jean-Yves Raimbaud. En 2020, la série totalise 8 saisons et 579 épisodes, et une nouvelle saison est diffusée depuis le 8 novembre 2021.
D'après le studio Xilam, Oggy et les Cafards a été diffusé dans 150 pays à travers le monde. Elle est à l'origine diffusée aux États-Unis avant d'être exportée en France l'année suivante. En France, la série commence à être diffusée en 1999. Oggy et les Cafards fut également rediffusée sur Canal J, Canal+, Gulli, Télétoon+, France 3, France 4 et Boomerang. Au Québec, la série a été diffusée à partir du 8 septembre 1998 sur Canal Famille,.
Outre les produits dérivés, tels que les DVD et magazines, Oggy et les Cafards compte deux séries dérivées : Oggy et les Cafards - Next Gen (annoncée en 2020),, et Oggy Oggy (sortie le 24 août 2021 sur la plateforme Netflix).
En 2019, à l'occasion du 20e anniversaire de la série, les personnages entrent au Musée Grévin.

## Synopsis
La série relate les aventures comiques d’Oggy, un chat bleu anthropomorphe, reconnaissable par sa carrure adipeuse, son nez de clown et ses gants blancs, sans cesse harcelé par un trio de cafards : Joey, Deedee et Marky. Oggy est également souvent aux prises avec son cousin Jack. Depuis la quatrième saison, la série compte un nouveau personnage, Olivia, désormais voisine et amour caché d'Oggy.
La série fait dans le slapstick, de la violence burlesque, exagérée à outrance.

## Production
Le projet remonte à 1997, peu après le succès des Zinzins de l'espace, lorsque Marc du Pontavice demande à Jean-Yves Raimbaud de créer une série d'animation afin de « contrer la déferlante des super-héros, des mangas et des héros de bande dessinée franco-belge. » Le personnage d'Oggy sera donc conçu par Jean-Yves Raimbaud. Après son décès, Olivier Jean-Marie, réalisateur de la série, décide de ne pas modifier la conception du personnage, notamment sa couleur bleue. Le prénom de chacun des trois cafards, Joey, Deedee et Marky, fait référence à trois des membres du groupe de punk rock nommé les Ramones. Oggy, quant à lui, doit son prénom au célèbre chanteur protopunk, Iggy Pop ainsi qu'au personnage de Ziggy Stardust créé par David Bowie. Iggy Pop a d'ailleurs chanté pour le générique des Zinzins de l'espace.
La série est d'abord diffusé le 12 septembre 1998 aux États-Unis (sur la chaîne Fox Kids), où elle est classée TV-Y7, avant de s'exporter l'année suivante en France dans Les Minikeums sur France 3. La première saison a coûté environ 9 millions d'euros, le coût de production a par la suite baissé sur les saisons suivantes. La série « est regardée par 800 millions de foyers à travers le monde. »
La troisième saison est commandée un peu plus tardivement, en 2008, à la suite du succès fulgurant de la série à travers le monde. Jusqu'en 2016, le développement de la série se fait en Asie. Xilam décide de se relocaliser à Angoulême prévoyant à terme la création de 15 à 20 emplois.
En janvier 2021, de nouveaux épisodes sont annoncés.

## Fiche technique
- Titre : Oggy et les Cafards
- Titre anglophone : Oggy And The Cockroaches
- Création : Jean-Yves Raimbaud
- Réalisation : Olivier Jean-Marie
- Scénario : Jean-Yves Raimbaud, Olivier Jean-Marie, Paul Nougha, Michel Gaudelette et Nicolas Gallet
- Direction artistique : Jean Journaux
- Décors : Jean Journaux
- Montage : Florence Poli (saison 1), Rodolphe Ploquin et David Sauve (saison 2), Patrick Ducruet et Fanny Bensussan (saison 3), Fanny Bensussan et Lou Bouniol (saison 4)
- Musique : Hugues Le Bars et Hervé Lavandier (saisons 1-4), Vincent Artaud (saison 5-7)
- Production : Marc du Pontavice
  - Production associée : Matthieu Gallian et Patrick Malka
  - Production déléguée : Marc du Pontavice
  - Production exécutive : Aziza Ghalila et Katell Lardeux
  - Coproduction : Paul Cadieux
- Société de production : Gaumont Multimédia, 1998-1999/ Xilam depuis 1999/Tooncan
- Pays d'origine :  France
- Format : Couleur - 1,78:1 - son stéréo - HD (saison 4) - 4K (saisons 5-8)
- Genre : Série d'animation, comédie, aventure, slapstick
- Saisons : 8
- Épisodes : 579
- Durée : 7–15 minutes

## Épisodes
La saison 5 retrace l'Histoire (de la préhistoire jusqu'à un futur lointain)
La saison 6 & 7 sont des reboot de la saison 1 à 3 qui ont marqué toute une génération. 
La saison 8 se passe après le mariage d'Oggy et Olivia.
| Saisons  | Segments | Première diffusion | Épisodes  |
| -------- | -------- | ------------------ | --------- |
| Saison 1 | 78       | 1999-2000          | 1 à 78    |
| Saison 2 | 78       | 2000-2003          | 79 à 156  |
| Saison 3 | 39       | 2008               | 157 à 195 |
| Saison 4 | 74       | 2012-2013          | 196 à 269 |
| Saison 5 | 76       | 2016               | 270 à 345 |
| Saison 6 | 78       | 2017               | 346 à 423 |
| Saison 7 | 78       | 2018-2019          | 424 à 501 |
| Saison 8 | 78       | 2021-2022          | 502 à 579 |

### Diffusions internationales
D'après le studio Xilam, Oggy et les Cafards a été diffusé dans 150 pays à travers le monde. Plusieurs saisons de la série sont également présentes sur la plateforme de streaming Netflix.
Elle est à l'origine diffusée aux États-Unis sur la chaîne Fox Family Channel en 1998, avant d'être exportée en France l'année suivante. Plus tard, aux États-Unis, la série sera aussi diffusée sur la chaîne Nicktoons dès 2015. Du côté du Canada, au Québec, la série a été diffusée à partir du 8 septembre 1998 sur Canal Famille,.
En France, les deux premières saisons sont diffusées sur France 3 dans l'émission jeunesse Les Minikeums le 6 septembre 1999, tandis que les 2 suivantes sont diffusées sur Canal+ Family. Oggy et les Cafards fut également rediffusée sur Canal J, Canal+, Télétoon+ et France 4. Gulli a diffusé la série de 2005 à 2009, devenant l'un des dessins animés les plus emblématiques et les plus populaires du pays. En 2016, le groupe Lagardère Active acquiert les droits de la série, permettant à sa chaîne jeunesse Gulli de diffuser l'intégralité des épisodes ainsi que les nouvelles saisons annoncées,. En 2017, Gulli diffuse la cinquième saison. À l'occasion du 20e anniversaire de la série, Gulli annonce une soirée spéciale anniversaire pour le 21 octobre 2018 avec 2 épisodes inédits. En date d'août 2021, la série est toujours diffusée sur Gulli.
En Europe, la série commence à être diffusée en septembre 1998 sur CinéStar,. En Belgique, la série était diffusée sur RTBF. En Allemagne, la série a été diffusée sous le titre Oggy und die Kakerlaken sur ProSieben, et est diffusé depuis 2019 sur Super RTL.
En Inde, le dessin animé a été diffusé sur Nickelodeon en 2009. Le 16 juillet 2012, Cartoon Network a obtenu les droits de Nick. Le changement de chaîne implique également différents doubleurs. En 2015, ils ont cessé de le diffuser après que Nick ait obtenu le droit de retour. Le 21 octobre de la même année, ils passent à Sonic Nickelodeon. En août 2020, Sonic Nickelodeon a réalisé "Hamara Wala Oggy" et a doublé la 4e saison. Contrairement aux autres chaînes, Hamara Wala Oggy n'est pas disponible uniquement en hindi : la semaine avant la première de Hamara Wala Oggy sur Sonic Nickelodeon, des pistes audio comme Kannada, Telugu et Tamil ont été ajoutées sur la chaîne. Les trois chaînes ont rendu l'émission populaire en Inde : en octobre 2021, Sony YAY! commencera à le diffuser.

## Univers
L'univers de la série prend place vraisemblablement dans un lotissement de banlieue, à quelque distance d'une grande ville dense et pleine de gratte-ciels. Ce lotissement aux limites sans fin se présente sous la forme de maisons identiques avec toits rouge bordeaux vif, ceintes chacune d’un jardin clôturé par une haie. Ces terrains sont disposés en quadrillage et séparées par de grandes routes.
La maison d'Oggy se démarque des autres par un toit de couleur violette, des stores arc-en-ciel ou encore des statues sur la terrasse. Certaines pièces sont récurrentes et ont une décoration constante d’un épisode à l'autre, mais d’autres pièces peuvent apparaître pour un épisode seulement, et les couloirs ou les escaliers sont interminables si l’histoire le demande.
Géographiquement, Oggy vivrait dans un pays fictif, type occidental et très américanisé (boîte aux lettres américaine, bandes jaunes sur les routes…) même si certains éléments tendent à prouver qu'il vit en France (drapeau français inversé, texte en français…). Dans certains épisodes ils apparaissent également à d'autres époques et dans d'autres univers (notamment dans la saison 5, 6 et 7)

### Personnages principaux
Les personnages principaux ou secondaires ne parlent pas de façon intelligibles mais sous forme d’onomatopées et de mimiques. Les dialogues complexes (présentation d'un plan ou d'un contexte) sont illustrées par des images, parfois en phylactères ou dessins. Ce procédé reprend un des classiques universel du dessin animé. Les cafards communiquent généralement avec des rires sardoniques. Dans certains épisodes, les trois cafards n'apparaissent pas toujours simultanément. Autre caractéristique : les humains et les animaux anthropomorphes évoluent et interagissent dans un même univers. De plus, Jack n'apparaît peut-être pas dans tous les épisodes, la plupart des épisodes se concentrent généralement sur lui.
- Oggy : un chat bleu anthropomorphe et sans maître. Il est de nature placide, solitaire et pantouflard[29]. Ainsi, l’entretien de sa maison, le jardinage, la cuisine et la télé figurent en bonnes places parmi ses loisirs ; il apprécie ponctuellement la compagnie pour s’adonner à diverses activités, de préférence calmes. Il est également très fier de ses ancêtres et n'hésite pas à montrer sa galerie de portraits. Il est assez sentimental et se prend facilement d’affection pour les êtres en détresse. Sa nature benêt amuse d'ailleurs les cafards. Il est amoureux d'Olivia depuis sa venue dans la saison 4, bien que dans la première saison, il sortait parfois avec une humaine nommée Tania (apparue pour la première fois dans l'épisode Jalousie). Il arrive par épouser Olivia dans le dernier épisode de la saison 4, au daim des cafards, ils vont vivre une aventure folle en Italie, mais Oggy est à deux doigts de perdre sa bien-aimé (à cause des bêtises des cafards) mais rattrapé et soutenu de Jack. Après cette aventure, Oggy cohabitera avec Olivia et reçoit un dessin du créateur en personne Jean-Yves Raimbaud et Olivier Jean-Marie.
- Les Cafards : ils vivent derrière une grille d’aération dans une pièce (qui change selon les épisodes) de la maison d’Oggy. Ils sont des hédonistes et sadiques de surcroît. Leurs plaisirs consistent en particulier à tourmenter Oggy, Jack (ou toute autre victime à portée), se goinfrer et détruire leur environnement direct. Quand ils s’adonnent à leur passion destructrice, ils ne montrent jamais le moindre signe de regret. Pour des cafards, ils sont assez imposants, d’une stature de l’ordre de 10 à 15 centimètres environ, et ont la capacité de déployer leurs ailes pour voler. Des fois, ils s'allient avec Oggy pour se débarrasser quelqu'un d'envahissant (Jack lorsqu'il se montre puissant et costaud) (Bob à certains épisodes ou autres ennemis que Oggy) en échange de quelque chose (nourriture ou argent).
  - Joey : un petit cafard violet. Agressif, autoritaire, machiavélique et vénal, il est le cerveau et chef du trio. Il entraîne souvent ses frères dans des mauvais coups, échafaudant des plans pour servir ses objectifs ou pour se tirer d’une situation délicate.
  - Marky : un cafard vert de grande taille. Du type bellâtre fêtard, et très soigneux de son apparence, il n’hésite pas à faire le joli cœur avec tout individu femelle (poupée, insecte, ou femme). Il est rapide, il peut donc s’échapper plus facilement que ses frères.
  - Deedee : un cafard orange obèse et de taille moyenne. Il est du type costaud bon vivant, et un véritable goinfre qui peut vider sans problème le réfrigérateur de la cuisine. Il a une certaine fibre artistique qu’il souhaiterait exprimer occasionnellement (opéra, cuisine…).
- Jack : un chat vert olive, voisin et cousin d’Oggy. Entreprenant, sûr de lui et fier, il est un personnage au caractère bien trempé, sanguin, voire autoritaire. Dans certains épisodes, il développe même une mégalomanie pathologique. Il adore les sciences et invente des procédés étonnants. Il est également un adepte des activités remuantes (jeu de guerre, ski…) et des belles mécaniques (il conduit un Monster truck). Il n’est pas de nature à se laisser attendrir, ce qui est une cause fréquente de querelles avec Oggy, qu’il vient voir de temps en temps. Mais Jack est d'une grande aide pour Oggy lors de poursuite contre les cafards. Il se lie d'amour pour Monica[15], la sœur jumelle d'Oggy et ont un enfant ensemble, au grand dam d'Oggy qui doit parfois faire le baby-sitter. Jack occupe une maison dans le quartier, ordinaire à l'extérieur mais tapissée de peaux d'animaux artificielles (zèbre, léopard…) à l'intérieur - en particulier dans le salon.

### Personnages secondaires
Ils ne sont pas présents dans tous les épisodes mais sont récurrents. Jack, Joey, DeeDee et Marky n'apparaissent pas dans tous les épisodes, mais ils ne comptent pas comme des personnages récurrents
- Bob : un bouledogue, voisin d’Oggy. C’est un solitaire peu sympathique qui s’adonne à des loisirs calmes ou raffinés (jardinage, danse classique…). Derrière cette muraille d’indifférence se cache un être violent et colérique qui se vengera de toute violation de sa sphère privée. Il a d'ailleurs le don de toujours être au mauvais endroit au mauvais moment, ce qui le rend souvent victime tout au long de la série de nombreuses péripéties et l'amène à répondre de façon assez brutale. En fonction des circonstances, il peut être un allié ou un ennemi des cafards, ou de Oggy et Jack, et il sort quasiment toujours vainqueur de ses combats. Il s’entend assez bien avec Olivia. Le lotissement étant à géométrie variable, sa maison, assez ordinaire, change de position par rapport à celle d’Oggy selon les besoins de l’histoire. Il est plus sociable à partir de la saison 3.
- Olivia : une chatte blanche. Elle apparaît comme nouveau personnage pour la première fois dans le 1er épisode de la saison 4 Olivia, bien qu'un personnage lui ressemblant apparaît dans la première saison. Elle s’est installée dans une maison près d'Oggy et de Bob. Elle est très fleur bleue, et veut être l’amie de tout le monde. Oggy en est amoureux ; elle finira par habiter chez Oggy étant mariée.

## Produits dérivés

### Film
Un long métrage, intitulé Oggy et les Cafards, le film, est sorti le 7 août 2013 en France. Le film a effectué 142 232 entrées.

### Séries dérivées
En avril 2019, une série dérivée de l'univers d'Oggy et les Cafards est annoncée. Nommée Oggy Oggy, elle racontera les aventures d'Oggy lorsqu'il était chaton. Destinée aux enfants d'âge préscolaire, la série sera animée en trois dimensions et disponible sur Netflix,,. Il s'agira de la première série d'animation française produite pour la plateforme. Créée par Jean Cayrol et Cédric Guarneri, et réalisée par Frédéric Martin et produite par Marc du Pontavice de Xilam Animation, Oggy Oggy sort le 24 août 2021. Dans la série, le jeune Oggy est libéré de la tyrannie des cafards, Joey, Marky et Deedee.
En septembre 2020, une nouvelle version de la série est annoncée. Nommée Oggy et les Cafards - Next Gen, elle introduit le personnage de Piya, un éléphanteau de 7 ans fille des amis Indiens d'Oggy dont il a la charge pendant les vacances,.

## Référence des personnages de Xilam
Certains se sont inspirés des cartoons de Xilam, même des personnages se conduisent comme eux :
Marky agit tout comme Bud de la série "Les Zinzins de l'espace", un jeune ado bête.
Deedee agit tout comme Gorgeous de la série "Les Zinzins de l'espace", un gros gourmand.
Il y a un épisode où Oggy utilise le décor de la maison des Zinzins de l'espace.
Il y a un épisode dans "Les Daltons" où Oggy frappe Joe accidentellement.
Oggy apparaît de temps en temps dans la télé de Bud.

### Album
Un album, intitulé Oggy et les Cafards : Le Show du chat, est sorti le 6 septembre 2010 en téléchargement et CD sous le label Sony Music Entertainment.
| 1.     | Générique Oggy et les Cafards                          | 39 s       |
| 2.     | Gaga des gags d'Oggy                                   | 2 min 48 s |
| 3.     | Interlude « Le réveil d'Oggy »                         | 19 s       |
| 4.     | Matez le matou                                         | 2 min 19 s |
| 5.     | Interlude « Un chat bien botté »                       | 21 s       |
| 6.     | Love cats                                              | 3 min 20 s |
| 7.     | Interlude « Jack, un ami qui vous veut du bien »       | 22 s       |
| 8.     | Jack le pote                                           | 2 min 11 s |
| 9.     | Interlude « Cafard-naüm »                              | 19 s       |
| 10.    | Oggy Rossini                                           | 3 min 45 s |
| 11.    | Interlude « Le chat volant »                           | 20 s       |
| 12.    | Dans l'œil du chat                                     | 4 min 58 s |
| 13.    | Interlude « Cat's Woman »                              | 20 s       |
| 14.    | Pussycat                                               | 3 min 31 s |
| 15.    | Interlude « Blues Cat »                                | 24 s       |
| 16.    | Oggy le chat chou                                      | 1 min 53 s |
| 17.    | Interlude « Cafards à la playa »                       | 52 s       |
| 18.    | Le ragga d'Oggy                                        | 2 min 54 s |
| 19.    | Générique Oggy et les Cafards                          | 42 s       |
| 20.    | Oggy Never Falls in Love (uniquement en dématérialisé) | 3 min 36 s |
| 36 min |                                                        |            |

### Bandes dessinées et magazine
Une série de bandes dessinées, composée de trois tomes, fut éditée par Dargaud entre 2010 et 2011. Elle est scénarisée par Diego Aranega et dessinée et colorisée par Sylvain Frécon. Aranega est récompensé en 2011 pour son travail sur la série lors du festival de la Bulle d'Or. Le premier volet, intitulé Plouf, plouf, vrooo !, est paru le 16 avril 2010 ; le deuxième, Crac, boum, miaouuuuu !, le 5 novembre 2010 ; et le troisième, Bip… Bip… Bip…, le 23 septembre 2011.
Un magazine, intitulé Oggy et les Cafards, le mag, est paru en 2009 avec deux numéros, puis à nouveau avec un unique numéro en 2011,,. D'autres produits d'Oggy et les Cafards, tels que des peluches, vêtements, meubles, jeux de société et bagagerie, ont été commercialisés.

### Autres
En 2009, Corner Design propose du textile pour adultes à l'effigie des personnages de la série, alors que le Groupe Royer lance une gamme complète de tongs, tennis et chaussons pour enfants dès juillet 2009. Pour la rentrée scolaire de la même année, Blues Filobranca annonce une gamme complète de sous-vêtements, vêtements de loisirs et vêtements de nuit pour enfants. TF1 Games sort en septembre 2009, des jeux de sociétés et une gamme de neuf puzzles (de 30 à 100 pièces).
En janvier 2010 sortent des jeux éducatifs et jeux de cartes. Pour les rentrées scolaires de 2010 et 2011, le Groupe Hamelin édite des cahiers de texte, agendas, répertoire, carnets, étiquettes, emplois du temps, classeurs, trieurs, et cahiers, notamment.
En 2018, une salle d'escape game s'ouvre dans une dizaine de villes françaises, dont Paris, dans l'enseigne Majestic sur le thème de Oggy et les Cafards. Aussi, entre le 9 février et le 12 mai 2019, les personnages d'Oggy et les Cafards prennent possession de l'Aquarium de Paris avec un spectacle inédit, une chasse au trésor, une exposition, des ateliers créatifs et projection d'épisodes de la série.

## Polémique
Le 5 mars 2015, la série crée la polémique aux États-Unis pendant sa diffusion sur Nicktoons lorsque de jeunes téléspectateurs aperçoivent dans un épisode, l'apparition d'un portrait d'une femme seins nus dans la caravane d'Oggy. Face à la colère des parents et aux plaintes de nombreux téléspectateurs, Nickelodeon est rapidement intervenu en supprimant l'épisode de son site Internet et de son réseau télévisé.

## Accueil
Selon une étude Kantar-TNS sur la notoriété des dessins animés réalisée en 2018, Oggy et les Cafards est connu par 69 % des Français et occupe avec 30 % la première place des programmes jeunesse préférés des foyers français avec enfants, devançant Totally Spies (28 %) et Les lapins crétins (27 %).
En 2019, à l'occasion du 20e anniversaire de la série, les personnages entrent au Musée Grévin. En 2021, la série a engrangé 100 millions d'euros de revenus depuis sa création.